# Dommartin (Somme)
Dommartin é uma comuna francesa na região administrativa de Altos da França, no departamento de Somme. Estende-se por uma área de 6,55 km². Em 2010 a comuna tinha 354 habitantes (densidade: 54 hab./km²).